# Limnophis
Genre
Limnophis est un genre de serpents de la famille des Colubridae.

## Répartition
Les deux espèces de ce genre se rencontrent en Afrique australe.

## Description
Dans sa description Günther indique que les membres de ce genre sont des serpents trapus au corps cylindrique et à la queue assez courte. Leurs écailles sont lisses. Leurs dents, non rainurées, sont de taille croissante d'avant en arrière, la dernière étant nettement plus grande que la précédente.

## Liste des espèces
Selon The Reptile Database (15 septembre 2014) :
- Limnophis bangweolicus (Mertens, 1936)
- Limnophis bicolor Günther, 1865

## Publication originale
- Günther, 1865 : Fourth account of new Species of Snakes in the Collection of the British Museum. Annals and Magazine of Natural History, sér. 3, vol. 15, p. 89-98 (texte intégral).